# McLean County (Kentucky)
McLean County is een county in de Amerikaanse staat Kentucky.
De county heeft een landoppervlakte van 659 km² en telt 9.938 inwoners (volkstelling 2000). De hoofdplaats is Calhoun.

## Bevolkingsontwikkeling

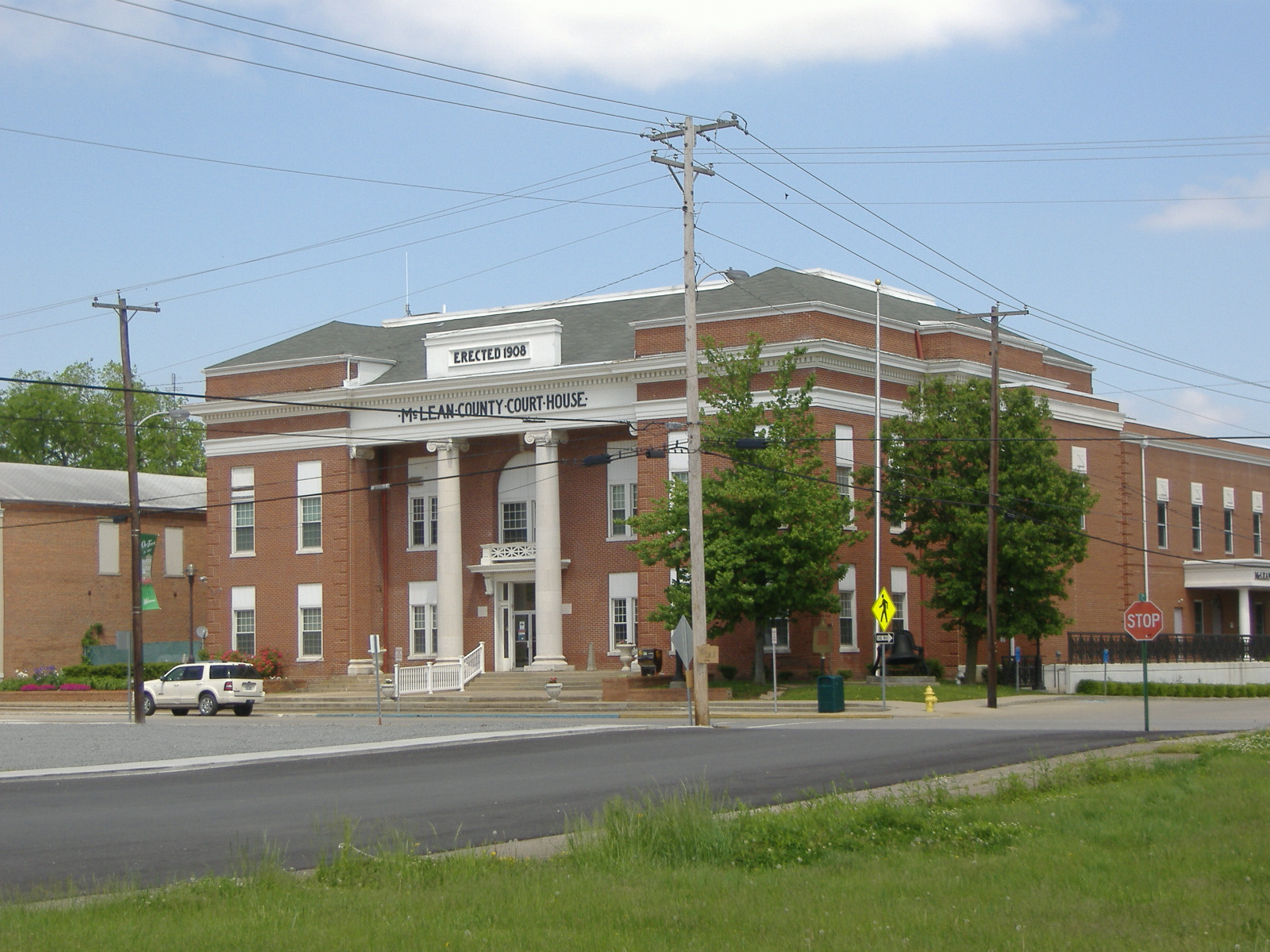
McLean County Courthouse